# Chibusa yo eien nare
Chibusa yo eien nare (乳房よ永遠なれ, Els pits eterns) és una pel·lícula dramàtica japonesa de 1955,i la tercera pel·lícula dirigida per l'actriu Kinuyo Tanaka. Es basa en la vida de la poetessa tanka Fumiko Nakajō (1922–1954).

## Argument
Fumiko, infeliçment casada, mare de dos fills, es divorcia del seu marit drogodependent després d'un incident que ella considera un acte d'infidelitat, i torna amb la seva mare. Al mateix temps, intenta trobar la seva veu de poetessa, assistint regularment a un cercle de poesia, animada pel seu tutor casat Hori, a qui estima amb una distància respectuosa. Mentre lluita amb el divorci i el fet que només podia portar la seva filla amb ella, se li diagnostica un càncer de mama en fase tardana. Se sotmet a una doble mastectomia, sobre la qual escriu en una sèrie de poemes molt coneguts i premiats, i intenta viure la seva vida amb la màxima llibertat possible i com ho permet la seva malaltia. Té una breu aventura amb el periodista Ōtsuki, que escriu sobre ella en una sèrie de diaris, abans que finalment mori.

## Repartiment
- Yumeji Tsukioka - Fumiko Shimojō, nascuda Nakajō
- Ryōji Hayama - Akira Ōtsuki
- Junkichi Orimoto - Shigeru Anzai
- Hiroko Kawasaki - Tatsuko
- Shirō Ōsaka - Yoshio
- Ikuko Kimuro - Seiko
- Masayuki Mori - Takashi Hori
- Yōko Sugi - Kinuko, esposa de Hori
- Chōko Iida - Hide
- Bokuzen Hidari - marit de Hide
- Tōru Abe - Yamagami
- Fumie Kitahara - Kobayashi
- Kinuyo Tanaka - esposa del veí
- Yoshiko Tsubouchi - Shirakawa

## Llegat
Molt apreciada per unanimitat per les seves habilitats de direcció, els estudiosos del cinema difereixen en la seva avaluació dels temes tractats a Chibusa yo eien nare. Si bé Alejandra Armendáriz-Hernández l'anomena "una representació atrevida de la sexualitat femenina […] així com un exemple poderós de la creativitat i l'autoexpressió de les dones", Alexander Jacoby veu el tema "feminista i progressista" d'una dona que escull de bon grat la seva carrera professional en lloc del matrimoni enfosquit per la concentració de la pel·lícula en la seva malaltia, per tant tímid. lluny de les implicacions més controvertides.